# 16 (số)
16 (mười sáu) là một số tự nhiên ngay sau 15 và ngay trước 17.

## Trong hóa học
- 16 là số hiệu nguyên tử của nguyên tố Lưu huỳnh (S)

## Trong toán học
- 16 là bình phương của 4. Nó là một số chính phương.

- 16 là cơ sở của hệ hexa, được sử dụng phổ biến trong khoa học máy tính.
- 16 là số Erdős–Woods đầu tiên.